# Supercopa da Itália de 2004
A Supercopa da Itália de 2004 ou Supercoppa Italiana 2004 foi a 17ª edição da competição que, para muitos, abre a temporada 2004/2005 do futebol italiano. Assim como em todas as edições, a Supercopa da Itália é disputada em partida única com o campeão do Campeonato Italiano (AC Milan) e o campeão da Copa da Itália (Lazio), ambas na temporada 2003/2004.
A partida ocorreu no Estádio Giuseppe Meazza de Milão.

## Final
Partida única
| 21 de agosto de 2004 | AC Milan                 | 3 - 0 | Lazio | Estádio Giuseppe Meazza, Milão |
|                      | Shevchenko 36', 43', 77' |       |       | Árbitro: Pierluigi Collina     |

## Campeão
| Campeão da Supercopa da Italia de 2004 |
| -------------------------------------- |
| AC Milan 5º Título                     |